# Zentrale Einsatzdienste
Die Zentralen Einsatzdienste (ZED), ehemals Operativer Ergänzungsdienst (OED), sind eine Unterstützungs- und Serviceeinheit für die Dienststellen der Bayerischen Polizei. In ihr sind verschiedene Einheiten zusammengefasst. Sie wurden aufgrund der Polizeireform zwischen 2006 und 2009 eingerichtet. Dadurch sollten Ressourcen gebündelt und die Effizienz erhöht werden.
Die Zentralen Einsatzdienste existieren bei allen Flächeninspektionen, bzw. den früheren Polizeidirektionen. Die ZED setzen sich aus den Einsatzzügen, Diensthundeführern, Zivilen Einsatzgruppen und den Trainern für Polizeiliches Einsatzverhalten zusammen. Sie unterstützen die örtlichen Polizeibehörden und ergänzen deren Fähigkeiten. In jedem Regierungsbezirk Bayerns gibt es mindestens 3 Zentrale Einsatzdienste.
Die Einsatzzüge der ZED sind flächendeckend mit Distanzelektroimpulsgeräten (DEIG) ausgestattet.